# Camille Tulpinck
Camille Tulpinck (Brugge, 13 januari 1861 – 5 maart 1946) was een Belgisch kunstenaar, kunstpromotor en voorvechter van het Roerichpact voor de bescherming van kunstschatten en bouwkundig erfgoed in oorlogstijd.

## Levensloop

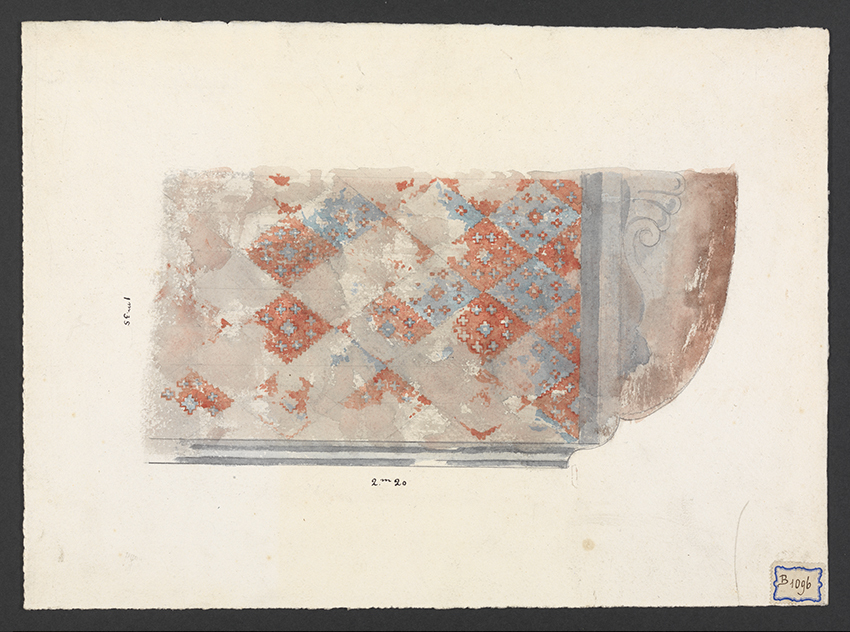
Muurschildering, tekening, ca. 1895-1899), Groeningemuseum.

Camille Tulpinck was de zoon van Désiré-Joseph Tulpinck en Pauline Troffaes. Hij trouwde in 1896 met Mathilde Berquin. Het echtpaar woonde Waalsestraat 1.
Tulpinck kreeg een opleiding als kunstschilder. Zijn voornaamste realisatie, voor de Eerste Wereldoorlog, was in verband met muurschilderijen. Als talentvol tekenaar kopieerde hij in gans het land talrijke muur- en grafschilderijen. Hiervan zijn twee fondsen bewaard. De platen met wandschilderingen zijn in het bezit van het Koninklijk Instituut voor het Kunstpatrimonium. De kopieën op doek die hij maakte tussen 1869 en 1896 van geschilderde grafmotieven worden bewaard in het Gruuthusemuseum in Brugge.
Begin twintigste eeuw was op artistiek-museaal gebied een drukke tijd in Brugge. In 1902 werd een baanbrekende expositie gewijd aan de Vlaamse Primitieven en in 1907 volgde een drukbezochte tentoonstelling gewijd aan de Orde van het Gulden Vlies. Tulpinck behoorde niet (duidelijk tot zijn ongenoegen) tot de organisatoren, maar werd promotor en spil van een groots opgevatte publicatie, Les arts anciens de Flandre, waarin talrijke prominente auteurs publiceerden, zoals Henri Pirenne en Sander Pierron, maar vooral Bruggelingen zoals Jules Colens, Karel De Flou, Adolf Duclos, Charles Gillès de Pelichy, Louis Gilliodts-Van Severen en Julius Sabbe. Van deze publicatie verschenen zes delen van 1904–1905 tot 1911–1912. Tulpinck trad hierbij op als de voorzitter van de door hem gestichte Association pour la publication des monuments de l'art flamand, fondée en souvenir de l'exposition des Primitifs Flamands et de l'Art Ancien de 1902 à Bruges.

## De Vrienden van Brugge
Tulpinck was zeer bekommerd om de stedenbouwkundige en architecturale evolutie in Brugge. De bouw van grootwarenhuizen en cinema's betekenden een eerste aanzet voor het bouwen van grote oppervlakten die zich vaak verstopten achter oude gevels die overeind werden gehouden. De authenticiteit van de stad leek hem in gevaar te komen.
In juli 1910 werd een coöperatieve maatschappij opgericht. De stichtende leden – bestuurders of commissarissen – waren, naast Camille Tulpinck, baron Ernest van Caloen, schepen van openbare werken, Joseph Schramme, schepen van schone kunsten, Louis Ryelandt, schepen van de burgerlijke stand, Victor De Meulemeester, brouwer, Ludovic Fraeys, advocaat en Louis Reckelbus, kunstschilder.
De maatschappij stelde zich tot doel initiatieven tot stand te brengen en te ontwikkelen in verband met het in stand houden en restaureren van gebouwen en sites evenals van de bescherming van het immaterieel erfgoed (lokale feesten, gebruiken, ambachten). Aan de belangstellenden werd voorgesteld om in te tekenen op aandelen die werden aangeboden tegen de prijs van 25 fr. Er was wel veel belangstelling, maar een hoge vlucht werd nooit genomen en de oorlog betekende het insluimeren van het initiatief.

## Tijdens de Eerste Wereldoorlog
Vanaf 1915 werd Brugge in stijgende mate getroffen door geallieerde luchtaanvallen. De twee voornaamste doelwitten waren de haveninstallaties (belangrijke haven voor torpedoboten en onderzeeërs) en de metaalfabriek La Brugeoise. De geringe precisie bij het bombarderen maakte dat ook veel gebouwen in de historische binnenstad getroffen werden. Er moest gedacht worden aan het in veiligheid brengen van de in Brugge bewaarde kunstwerken, meer bepaald van de Vlaamse Primitieven en van de in de Brugse kerken bewaarde kunstschatten.
Een jarenlange strijd werd gevoerd tussen de bezettende overheid en het stadsbestuur. De Duitsers wilden in algemene lijnen dat de musea gewoon open bleven of zo niet dat de kunstwerken naar schuilplaatsen in het binnenland of zelfs naar Duitsland zouden worden gevoerd. Het stadsbestuur wilde alles in Brugge op veilige plekken onderbrengen.
Vanaf begin juli 1915 speelde Tulpinck een rol in dit verhaal. Hij baseerde zijn tussenkomsten (die niet altijd gunstig werden onthaald door het stadsbestuur) op zijn lidmaatschap van de provinciale afdeling van de KCML. Een brief werd door deze Commissie, onder de handtekening van Tulpinck, naar de stad gestuurd met het verzoek om voortaan gezamenlijk voor de beveiliging van de kunstwerken op te treden. De ganse oorlog door bekommerde Tulpinck zich om het beveiligen zowel van de kunstwerken die zich in Brugge bevonden als van die uit omliggende gemeenten, waarvan hij er een aantal binnen Brugge in veilige kelders deed onderbrengen, voornamelijk in de Proosdij op de Burg en in de kelders van de mouterij Van Houtryve. Tot de laatste dagen van de Duitse bezetting speelde Tulpinck een belangrijke rol als tussenpersoon met de Duitse overheid en werd uiteindelijk de deportatie van de kunstwerken vermeden.

## Andere activiteiten
Tulpinck was op talrijke domeinen actief. Zo was hij viceconsul van Griekenland en corresponderend lid van de Koninklijke Academie voor Archeologie.
Rond 1910 werd hij lid van het provinciaal comité van de Koninklijke Commissie voor Monumenten en Landschappen (KCML) en in 1922 werd hij effectief lid van de KCML, waarbinnen hij zeer actief optrad.
In 1902 was hij secretaris van het Congrès archéologique et historique de Bruges en in 1925 voorzitter van het congres dat in Brugge werd gehouden door de Fédération archéologique et historique de Belgique.
Hij had ook nog een vereniging opgericht onder de naam Les Amis de la Commission royale des monuments et des sites, die in 1925 een gedenkzuil van het ambacht van de huidenvetters schonk aan de stad Brugge. Het werd op het gelijknamige pleintje opgericht. Het ging om een monumentje dat Tulpinck had laten beeldhouwen naar een door hem getekend ontwerp.

## Het Roerichpact
De Russische schilder en filosoof Nikolaj Rjorich (1874–1947) was tijdens de Eerste Wereldoorlog getroffen door de vele vernielingen van kunstwerken en van historische steden. Hij vatte het plan op hiertegen een wereldomspannende actie op het getouw te zetten. Hij stichtte het 'Roerichpact' met als doel, door een internationaal erkend symboolteken het oorlogsgeweld af te wenden van het erfgoed. In 1929 legde hij het principe van zijn Banner of Peace vast in het Roerichpact en richtte een oproep tot alle regeringen en belangrijke instellingen. Hij werd hierbij ondersteund door talrijke bekende personaliteiten, onder meer Romain Rolland, Rabindranath Tagore, Albert Einstein, Thomas Mann en Herbert George Wells. In 1935 vond een eerste concrete realisatie plaats. Het Roerichpact werd onder vorm van een internationaal verdrag op het Witte Huis in Washington ondertekend door de Verenigde Staten en twintig landen van het Amerikaanse continent. Later volgden nog vijftien landen. De Tweede Wereldoorlog zou aantonen dat met de principes van het Roerichpact geen rekening werd gehouden. Na de oorlog werd het idee door UNESCO overgenomen. In 1954 lag het Rjorichpact aan de basis voor de Haagse Conventie voor de Bescherming van Cultuurgoederen bij gewapende Conflicten.
Camille Tulpinck werd onmiddellijk een enthousiast aanhanger van het idee. Hij had zelf in gelijkaardige zin geijverd door de oprichting van een Association pour la reconstruction de notre patrimoine artistique, monumental et pittoresque. In 1930 stichtte hij in Brugge een Comité onder de naam Union Internationale pour le Pacte Roerich. In 1931 en 1932 organiseerde hij in deze stad internationale congressen voor de promotie van het idee.
Als gevolg van het congres van 1932 stichtte Tulpinck de Fundatio Roerich pro pace, arte, scientiae et labore, met als eerste doel een Museum Roerich in Brugge op te richten. Van de stad Brugge kreeg de Stichting het huis De Roode Steen op de Jan van Eyckplaats ter beschikking. In 1936 opende het Tulpinck-Roerichmuseum zijn deuren. Ontruimd tijdens de Tweede Wereldoorlog, opende het museum opnieuw op 1 september 1946. Enkele maanden voordien was Tulpinck overleden. In 1950 werd het museum in alle stilte opgedoekt.

## Publicaties
- Etude sur la peinture murale en Belgique jusqu'à l'époque de la Renaissance (...), Brussel, Académie royale de Belgique, 1902
- La peinture décorative religieuse et civile en Belgique aux siècles passés, Brussel, 1906
- Les chefs-d'oeuvre de l'Art flamand à l'exposition de la Toison d'Or, 1907
- Les Amis de Bruges, Brugge, 1910
- In Les Arts Anciens de Flandre:
  - La collection Camberlin d'Amougies, 1909
  - Portraits du cabinet de M. E. De Clercq, 1909
  - Les monuments de Bruges, 1910–1911